# مسخرة (فلم)
مسخرة فيلم جزائري من التصنيف الروائي الطويل فئته عاطفي كوميدي مدته 92 دقيقة فاز بجائزة المهر العربي مهرجان دبي السينمائي الدولي بدورته الخامسة.

## وصلات خارجية
- مسخرة على موقع IMDb (الإنجليزية)
- مسخرة على موقع روتن توميتوز (الإنجليزية)
- مسخرة على موقع نتفليكس (الإنجليزية)
- مسخرة على موقع قاعدة بيانات الأفلام العربية
- مسخرة على موقع ألو سيني (الفرنسية)
- مسخرة على موقع Turner Classic Movies (الإنجليزية)
- مسخرة على موقع أول موفي (الإنجليزية)
- مسخرة على موقع فيلمافينيتي (الإسبانية)
- مسخرة على موقع قاعدة بيانات الفيلم (الإنجليزية)
- مسخرة على موقع ليتربوكسد (الإنجليزية)

صفحة الفيلم في موقع مهرجان دبي السينمائي الدولي

شاهد الفيلم مباشرة على يوتيوب